# 阿瀬川健太
阿瀬川 健太(あせがわ けんた、1990年8月20日 - )は、日本の俳優。埼玉県出身。オレンジ所属。ヴイ・フォーク業務提携。

## 人物
- 趣味はギター、カラオケ、特技は水泳、野球、殺陣、パルクール[1]、書道。
- 2017年12月27日までエーライツに所属[2]。松崎史也演出作品に数多く出演。その後、約2年間のフリーでの活動を経て、2019年12月12日よりオレンジに所属。[3]
- 2019年開始の、田口涼の自主企画イベント「田口涼のなんばりんぐイベント(通称たぐイベ)」にレギュラー出演。レギュラー出演者のことを”たぐイベメンバー”と称する。
  - たぐイベでは主に司会を担当しているが、ゲームコーナーでは、自身がゲームに参加したいという理由から、津田幹土ら他のたぐイベメンバーにその役を託している。
  - たぐイベメンバーとしての担当ナンバーは2、担当カラーは緑[4]。
  - たぐイベより派生した田口涼のyoutubeチャンネル「田口涼のなんばりんぐチャンネル(通称たぐチャン)」では趣味のギターを活かし、浅倉祐太とともにオープニングソングを作成した[5]。また、特技の書道を活かし、一部テロップも担当している[6]。

## 出演
太字はメインキャラクター。

### 舞台
- A-LIGHT PRODUCE PERFORMANCE「轟然～GO-ZEN～」（2012年9月27日 - 30日、新宿シアターモリエール） - 源為義 役[7]
- ROOTER THEATER「魔界転生」（2013年3月27日 - 4月7日、新宿シアターモリエール 他） - 北条主税 役[8]
- エーシアター[9]
  - 新人公演「スティール・スティール」（2013年6月26日 - 30日、池袋シアターKASSAI） - マニア(Aチーム) 役[10]
  - 時代活劇「鉄火のいろは -幕末火消四十八景-」（2013年8月28日 - 9月1日、中目黒ウッディシアター） - 神谷惣佐衛門 役[11]
  - vol.2「WORLD」（2013年12月19日 - 23日、池袋シアターグリーン BIG TREE THEATER） - シュウ 役[12]
  - つぎはぎだらけのヒーローズ（2014年2月12日 - 16日、大塚萬劇場） - 冴木 役[13]
- CORNFLAKES第11回公演「グッバイシェイクスピア!!!」（2014年6月4日 - 9日、中目黒キンケロシアター） - 赤川 役[14]
- SP/ACE=project [15]
  - PRISM（2015年2月4日 - 8日、池袋シアターグリーン BIG TREE THEATER） - 葉(ヨウ) 役
  - WORLD（2015年7月30日 - 8月2日、東京芸術劇場シアターイースト） - シュウ 役
  - アリスの愛はどこにある（2018年4月25日 - 29日、新宿シアターモリエール） - レオナルド・バッセル(♠チーム) 役
  - 『Casual Meets Shakespeare』シリーズ【2018年までが第一期、2023年からを第二期と捉えることが多い】
    - Vol.3「The Twelfth Night」（2015年10月28日 - 11月1日、新宿シアターモリエール） - オリヴィア(G)/キューリオ(Y) 役
    - Vol.4「Macbeth SC」（2016年10月、ラゾーナ川崎プラザソル） - 暗殺者1(S)/マクベス夫人の付き人(C) 役
    - Vol.6「HAMLET SC」（2018年、ラゾーナ川崎プラザソル） - デンマーク王国臣下(S)/レアティーズ(C) 役
    - 「OTHELLO SC」（2024年1月18日～28日、新宿シアターサンモール） - ロドヴィーコー(S)役/アンサンブル(C)
    - 「MACBETH SC」（2024年9月26日 - 10月6日、新宿村LIVE　S：魔女2役）[16]

- 演劇企画ユニット劇団山本屋[17]
  - 1号「あまもり」（2015年4月1日 - 5日、東京芸術劇場シアターウエスト） - ベロダシ(守チーム) 役[18]
  - 2号「ダレノカミサマ」（2015年9月9日 - 13日、サンモールスタジオ） - 芽呂常人(神チーム) 役[19]
  - 0<ゼロ>地点「つぎはぎだらけのヒーローズ」（2015年12月16日 - 20日、笹塚ファクトリー） - 冴木（つぎはぎチーム） 役[20]
  - 117KOBEぼうさい委員会×演劇企画ユニット劇団山本屋「午前5時47分の時計台」（2016年4月2日 - 3日、神戸新聞松方ホール） - みのる 役[21]
  - 4号「七転び土に還る」（2016年5月3日 - 6日、パルテノン多摩小ホール） - コップ 役[22]
  - No.0「～good-bye 2016～ THE END OF THE YEAR SHORT STORIES」（2016年12月3日 - 4日、Le CAVE STUDIO） - Bチーム[23]
  - 6号「おしゃぶり。〜耳を傾けても届かない物語〜」（2017年8月30日 - 9月3日、中目黒キンケロシアター） - クチナシ 役[24]
  - CLASSIC THEATER Vol.0「かもめ」（2018年3月15日 - 18日、VACANT） - トレープレフ(Cチーム) 役[25]
  - 8号「ハイイロノクロ」（2020年7月22日 - 28日、東京芸術劇場シアターウエスト） - ニマク 役[注釈 1][26]
  - 「午前5時47分の時計台」（2021年9月8日-12日、あうるすぽっと） - みのる 役
- バラエテイ創作ユニットCHEAPARTS presents stage「星空ともぐら」（2015年5月7日 - 10日、明石スタジオ） - 月嶋尚 役[27]
- 蜂寅企画[28]「ひゃくはち問答〜拝まれ真如顛末記〜」（2016年3月2日 - 6日、中野BONBON） - 神波草一郎/ミロク(弥勒菩薩) 役[29]
- 世田谷観音奉納舞台「天泣に散りゆく」（2016年9月7日 - 11日、世田谷観音） - 有村一郎 役[30]
- プリンス・オブ・ストライド THE LIVE STAGE - 鮫島改 役[31]
  - エピソード2（2017年4月22日 - 5月7日、シアター1010 他）
  - エピソード3（2017年6月17日 - 7月2日、シアター1010 他）
  - エピソード5（2018年5月31日 - 6月17日、シアター1010 他）
- MILE STONE vol.3「Long Believer」（2017年2月8日 - 12日、ラゾーナ川崎プラザソル） - 服部正成 役[32]
- UZR[33]第1回本公演「えきものがたり」（2017年10月11日 - 15日、シアター・バビロンの流れのほとりにて） - 座敷童（駅神様） 役[34]
- フライドBALL[35]企画 vol.24「話そうよ。」（2018年2月22日 - 25日、明石スタジオ） - 黒沢俊哉 役[36]
- 少年komplex旗揚げ公演「ANIMAL・WONDER・WORLD」（2018年7月12日 - 16日、ラゾーナ川崎プラザソル） - カクル 役[37]
- 体内活劇「はたらく細胞」（2018年11月16日 - 25日、シアター1010） - 一般細胞A/白血球(3029) 役[38]
- 舞台「機動戦士ガンダム00 破壊による再生 Re：Build」（2019年2月15日 - 24日、日本青年館ホール 他） - リヒテンダール・ツエーリ 役 [39][40]
- 『Starry☆Sky on STAGE』 
  - Starry☆Sky on STAGE（2019年7月10日 - 15日、品川プリンスホテルクラブeX） - 金久保誉 役[注釈 2][41][42][43]
  - Starry☆Sky on STAGE SEAZON 2～星雪譚 ホシノユキタン～（2020年1月15日 - 26日、紀伊国屋サザンシアターTAKASHIMAYA） - 金久保誉 役[44]
- SFIDA ENTERTAINMENT 「カウンターバリュー・ペインテッド」（2019年8月14日 - 18日、劇場MOMO） - 鈴木優太 役[45]
- 劇団シャイニング from うたの☆プリンスさまっ♪「エブリィBuddy!」（2019年10月12日 - 21日、梅田芸術劇場シアタードラマシティ 他） - クガヤマ 役[46]
- ミュージカル・ギルドq.第15回公演ミュージカル「Trans 女たちのフロイト的考察」（2019年12月5日 - 15日、中目黒キンケロシアター） - 江守知之(Forestチーム) 役[47]
- 「FINAL FANTASY BRAVE EXVIUS」THE MUSICAL（2020年3月6日-29日、天王洲銀河劇場 他） - ラザロフ博士 役[48][注釈 3]
- 舞台「SSSS.GRIDMAN」（2020年5月7日-17日、こくみん共済 coopホール/スペースゼロ 他）[注釈 4][49]
- Muse of Soul vol.3 Team Muse＜男性編＞「覗きたい男は、覗かれたい女に覗かれる」（2020年6月2日 - 7日、ウエストエンドスタジオ)[50] [注釈 5]
- スマホ連動"ヒロイン体験 朗読劇" from 100シーンの恋+　第2回公演「特別捜査 密着24時」（2020年7月3日 - 6日、劇場 R’sアートコート） - 京橋克之 役[注釈 6] [51]
- 演劇ユニット100点un・チョイス！第12回公演「白い星（ヒカリ）」（2021年2月10日 - 14日、中野ザ・ポケット）[52] - 造田拓弥 役
- 文学戯劇-宮沢賢治-『星紡ギの夜』（2021年4月22日 - 25日、IMAホール）[53]
- 「BANANA FISH」The Stage 
  - 「BANANA FISH」The Stage 前編（2021年6月10日 - 20日、天王洲銀河劇場） - エイブラハム・ドースン/スティーブン・トムソン 役[54]
  - 「BANANA FISH」The Stage 後編（2022年1月20日 - 2月6日、品川プリンスホテル ステラボール）[55]
- LUCKUP『明日の朝、いつものように』Cチーム（2021年7月16日 - 25日、萬劇場）[56]
- インヘリット東京「ザ・ファイナル・セカンド〜永遠の一秒1989〜」（2021年11月5日 - 7日、彩の国さいたま芸術劇場 小ホール）[57] - 細野十郎役
- 舞台「Unknown」（2021年12月1日 - 19日、スペース雑遊） - 春本一澄/小出千春 役[58]
- 舞台「the Selected World」（2022年8月3日 - 8月8日、シアターグリーンBig Tree Theater） -トゥエルヴ 役[59]
- 舞台「誰かが彼女を知っている」（2022年8月31日 - 9月4日、中野ザ・ポケット） - 江藤渉 役[60] [注釈 7]
- 舞台『転生相談所「RINNE49」』（2022年11月2日 - 11月6日、中野MOMO） - 黒廻四九 役[61]
- 舞台「ミステリークレイフィッシュ」（2022年11月24日 - 11月27日、アトリエファンファーレ 東池袋） - 及川勇一郎 役[62]
- mediterranean lily and fever vol.2「7DAYS-特殊能力捜査班-」（2022年12月21日 - 12月25日、大塚萬劇場） - 五月七日陽向 役[63]
※第1回カンゲキ大賞受賞 [64]
- T-gene stage 舞台「嘘つき」（2023年1月18日(水)～1月22日、すみだパークシアター倉）[65]
- 『INDESINENCE Case：Dry Crimson Thistle』（2023年2月15日 -19日、大塚萬劇場） - 垣内 密武 役[66]
- 舞台「生きている」（2023年8月2日〜8月6日、中目黒TRY）※出演および演出[67]
- 「チェンソーマン」ザ・ステージ（2023年9月16日〜10月1日、銀河劇場　10月6日（金）〜10月9日、京都劇場　黒瀬ユウタロウ役 他 ）[68]
- 劇団６番シード第78回公演「Life is Numbers」（2024年5月2日～5月8日、大塚萬劇場） -ハートside 松山一芽役[69][70]
- 劇団わ 本公演 『僕のヒーロー願望』（2024年6月5日～6月9日、中目黒キンケロ・シアター） -佐藤宇宙役[71]
- 『水平なライオン』（2024年11月、シアター・アルファ東京）[72]
- Casual Meets Shakespeare『ヴェニスの商人 CS』（2025年11月1日 - 9日〈予定〉、IMAホール）[73]

### テレビドラマ・配信ドラマ
- 俺の可愛いはもうすぐ消費期限!?（2022年4月16日 - 6月11日、テレビ朝日） - 堀良太 役[74]
- ボーイフレンド降臨!（2022年10月29日 、テレビ朝日） - 第3話 劇団員 役[75]
- 賭けからはじまるサヨナラの恋（2023年7月20日 - 9月7日、U-NEXT） - 福田 役[76]

### イベント
- 「PRISM」DVD発売イベント（2015年3月21日、絵空箱）
- 「WORLD」DVD発売イベント（2015年9月20日、ハンドレッドスクエア倶楽部）[77]
- DiNiys LIVE（2016年5月9日、六本木morph-Tokyo）[78]
- 「プリンス・オブ・ストライド THE LIVE STAGE epsode１」ライバル校視察（2016年12月25日、シネマート新宿）[79]
- GRASP PRODUCE vol.12「UZRまったり会　えきものがたり　～あれから僕らは～」（2017年10月29日、Social Space KIYOSUMI）
- 「プリンス・オブ・ストライド THE LIVE STAGE　FAN MEETING 2017 -MEMORY OF SUMMER-」（2017年10月1日、シアター1010）[80]
- 「気づいたらここに居ました。今年のイヴは1人じゃない！！みんな集まれ、クリスマスSP」（2017年12月24日、中野Mスタジオ）[81]
- 「気づいたら年明けてました。2018年こそ勝負の年 ここで勝てなきゃどこで勝つ！ 新年のスタートダッシュを決めるのは誰だ⁉ 笑いあり、涙ありの、新春SP」（2018年1月14日、中野Mスタジオ）[82]
- GRASP PRODUCE　vol.13「UZRまったり会2018」～えきものがたりから新たな世界へ～（2018年3月4日・5日、スタジオVAD）
- 「アリスの愛はどこにある」DVD発売イベント（2018年8月26日、ラゾーナ川崎プラザソル）[83]
- 田口涼&船木政秀 Birthdayイベント （2019年2月13日、ラゾーナ川崎プラザソル）[84]
- 「HAMLET SC」DVD発売イベント（2019年3月11日、ラゾーナ川崎プラザソル）[85]
- 田口涼のなんばりんぐイベント[86]
  - ＃01 ～初ゲスト×短編作品×佐藤誕生日～（2019年4月3日、ラゾーナ川崎プラザソル）
  - ＃02 ～紫×浴衣×桃×～（2019年7月19日、ラゾーナ川崎プラザソル)
  - 番外編 （2019年9月20日、ラゾーナ川崎プラザソル）
  - ＃03 （2019年11月4日、ラゾーナ川崎プラザソル）
  - ＃04 （2019年12月15日、ラゾーナ川崎プラザソル）
  - 番外編2（2020年1月5日、ラゾーナ川崎プラザソル）
  - ＃05 （2020年4月8日、ラゾーナ川崎プラザソル）[注釈 8]
  - ＃06 （2020年6月20日、ラゾーナ川崎プラザソル）[注釈 9]
- フォトブック「Wizards Witchery 2」リリースイベント （2019年9月1日、東京ガーデンパレスホワイトチャペル）[87]
- 舞台「Starry☆Sky on STAGE SEASON  2 〜星雪譚 ホシノユキタン〜」チケット特別販売イベント（2019年12月26日、アニメイト渋谷）[88]
- 花の○年組[89] 第一弾 （2019年12月30日、横浜BayHall）[90]
- 舞台「Starry☆Sky on STAGE」DVD発売記念イベント（2020年1月23日、紀伊国屋サザンシアターTAKASHIMAYA）[91]
- 舞台「Starry☆Sky on STAGE」クリスマスイベント（2020年12月25日、赤坂RED THEATER）[92]
- 第二回オレンジTV＠絆-on STAGE（2020年12月25日、赤坂RED THEATER）[93]
- 図ったん×ひょったん
  - vol.2（2021年1月31日、四谷三丁目ドリームシアター）[94]
  - vol.3（2021年3月28日、四谷三丁目ドリームシアター）[95]
- session vol.15（2021年5月1日、本所地域プラザBIGSHIP）[96][注釈 10]
- session vol.16（2021年5月22日、大塚ドリームシアター）[97]
- 劇場版！たぐコミュ人狼vol.1（2022年4月2日、ラゾーナ川崎プラザソル） [98]
- 「OTHELLO SC」DVD発売イベント（2024年5月25日、雷5656会館）[99]
- 阿瀬川健太〜村おこしvol.1〜（2024年7月27日、原宿『空中酒場』） [100]

### 配信イベント
- 演劇企画ユニット劇団山本屋20周年記念公演『ハイイロノクロ』～ Live stream theater ～無観客・特別生配信イベント「Alive of Haiiro No Kuro」[101]
- LINE LIVE「Mission in B.A.C」
  - 阿瀬川健太・橘りょう Mission in B.A.C（2019年8月20日）[102]
  - 國島直希/青木一馬/阿瀬川健太 Mission in B.A.C（2020年1月18日）[103]
  - 特別番組:個別でMISSIONリレー 【阿瀬川健太】（2020年5月2日）[104]
  - 特別番組:個別でMISSIONリレー 【阿瀬川健太】（2020年7月30日）[105]
  - 特別番組:個別でMISSIONリレー 【阿瀬川健太】（2020年8月23日）[106]
  - 阿瀬川健太 Mission in B.A.C（2020年11月17日）[107]
- 配信番組「カラオケしようよ♪LAST SUMMER SPECIAL!!」（2020年8月26日 - 30日）[108][注釈 11]
- 花の〇年組「一周年 花の〇年組 特別番組！」（2020年11月12日）[109]
- 舞台「Starry☆Sky on STAGE」 SEASON 2 星雪譚～ホシノユキタン～」Special 配信イベント【Summmer】（2020年9月21日）[110]
- 第一回オレンジTV「オレンジ所属者全員集合、絆を深めよう～＠絆-on stage2020～」（2020年9月21日）[111]

### その他
- 荒田聖×松丸知世×新原美波 企画　WEB RADIO(アドリブ)ドラマ『snackエイプリルフール』[112]
  - 28杯目「恋愛観」（2018年5月8日）
  - 31杯目「許せない話2」（2018年6月12日）
- フォトブック「Wizards Witchery 2」（2019年9月1日発売） - ニルヴァ・仁木 役
- YouTubeチャンネル「田口涼のなんばりんぐチャンネル」[113]
- FM西東京「痛快☆乙女ゲーム通信」第79回放送 『舞台「Starry☆Sky on STAGE SEASON2 -星雪譚-」特集』（2020年1月4日）[114]
- TBS「オモテガールウラガール」（2020年11月2日）[115]
- NHK BSプレミアム ドラマ「カンパニー～逆転のスワン～」[116]
- YouTubeチャンネル『テレビ東京公式ドラマチャンネル「テレ東ユ〜チュ〜部」』[117]